# Större grodmun
Större grodmun (Batrachostomus auritus) är en fågel i familjen grodmunnar.

## Utseende och läte
Större grodmun är med kroppslängden 39–43 cm och som namnet avslöjar en stor medlem av familjen, störst av de asiatiska arterna. Adulta fågeln är kastanjebrun till ljusbrun ovan, med ljusa band på skapularerna och svartkantad vita eller beigevita fläckar på vingtäckarna. Undersidan är rostbrun, ofta med vissa beigefärgade till vita fläckar. Ungfågeln skiljer genom huvudsakligen gråbrun ovansida med fin ljusbeige marmorering och ljust gråbrun undersida med rostfärgad anstrykning, ljusare på buken.
Lätet är dåligt känt, varierande beskrivet som ett högljutt väsande och ett djupt och ihåligt tremolo som upprepas fyra till åtta gånger. Även ett upprepat "coerrr" eller lågt grälande "oww-OP" samt mycket hårda skrin.

## Utbredning och systematik
Fågeln förekommer i södra Thailand, Malackahalvön, på Sumatra, Borneo, norra Natuna och Labuanöarna. Den behandlas som monotypisk, det vill säga att den inte delas in i några underarter.

## Status och hot
Större grodmun är en vida spridd art, men tros minska relativt kraftigt i antal till följd av omfattande skogsavverkningar av låglandsskogar i Stora Sundaöarna. IUCN kategoriserar arten som sårbar.